# Schleuse Friedrichsfeld
Die Schleuse Friedrichsfeld bildet die Schleusengruppe der, vom Rhein kommend, ersten der sechs Kanalstufen des Wesel-Datteln-Kanals (WDK) bei Kanalkilometer 1,852 in Voerde-Emmelsum bei Wesel. Die Schleuse Friedrichsfeld befindet sich unweit der Abzweigung des Wesel-Datteln-Kanals vom Rhein her.
Die Schleuse Friedrichsfeld ist eine Zählstelle für den Schiffsverkehr. An der Schleuse Friedrichsfeld, einer der verkehrsreichsten deutschen Schleusen, ist die Anzahl der Güterschiffe im Jahr 2020 angestiegen. Wurden 2018 16.932 Schiffe registriert, waren es 2019 15.752 Schiffe und 2020 18.085 Schiffe. Im Jahre 2017 passierten 19.247 Schiffe die Schleuse Friedrichsfeld. Die Schleusengruppe Friedrichsfeld ist Teil der Route der Industriekultur.

## Geschichte
Die große Schleuse Friedrichsfeld wurde 1930 mit der Errichtung des Kanals eröffnet. Sie hat eine Länge von 220 und eine Breite von 11,84 Meter. Ober- und unterwasserseitig wird diese Schleuse durch Hubtore geschlossen, wobei das Gewicht des Untertores 45 Tonnen beträgt. Die große Schleuse fasst 20.000 Kubikmeter. Das Hubgerüst der Tore besitzt eine Höhe von 24,5 Meter. Die Schleusentore wurden 1992 erneuert. Die kleine Schleuse hat eine Länge von 110 und eine Breite von 11,64 Meter. Die Schleuse wurde 1964 errichtet. Sie besitzt oberwasserseitig ein Hubtor und unterwasserseitig ein Stemmtor. Das Fassungsvermögen beträgt 10.000 Kubikmeter.

## Fallhöhe
Die Fallhöhe ist abhängig vom Rheinwasserstand. Bei Hochwasser des Rheins kann der Wasserstand rheinwärts sogar höher sein als im Kanal. Das Oberwasser hat einen Wasserstand von 22,5 Meter ü. NN. Das Unterwasser bei einem Mittelwasserstand des Rheins hat eine Höhe von 15,65 Meter ü. NN. Bei Hochwasser des Rheins beträgt die Höhe des Unterwassers 23,72 Meter ü. NN.

## Einrichtungen rund um die Schleusengruppe
An diesem Stichkanal liegt auch die Marina Munderloh mit zwölf Liegeplätzen, davon zwei Gästeplätze. Südlich der Kanalstufe auf der Rheinseite liegt der Hafen Emmelsum, nördlich der Rhein-Lippe-Hafen. Das seit der Inbetriebnahme des Kanals 1931 vorhandene Rückpumpwerk dient zunächst dazu, das ins Unterwasser abgelaufene Schleusungswasser ins Oberwasser zurückzupumpen. Darüber hinaus kann über die ganze Pumpwerkskette des WDK bei Bedarf Rheinwasser in Richtung Kanalkreuz Datteln gepumpt werden zur Speisung der Scheitelhaltung Herne/Datteln-Münster des Westdeutschen Kanalnetzes. Von den fünf Pumpen mit einer Förderleistung von jeweils 5000 Litern pro Sekunde werden maximal vier gleichzeitig betrieben.

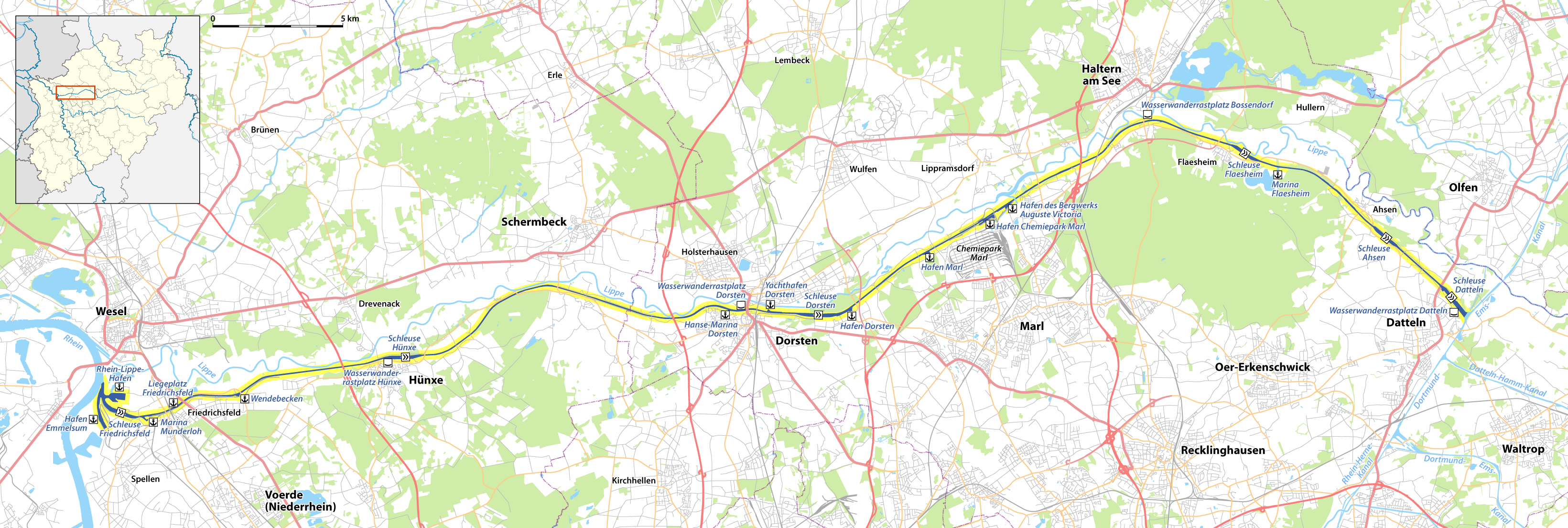
Lage der Schleusengruppe am Kanal

## Sonstiges
Vor einigen Jahren wurde im Bereich der Schleuse ein sogenannter Einmannbunker aus der Zeit des Zweiten Weltkriegs gefunden und westlich der großen Schleuse mit einer Informationstafel versehen wieder aufgestellt.

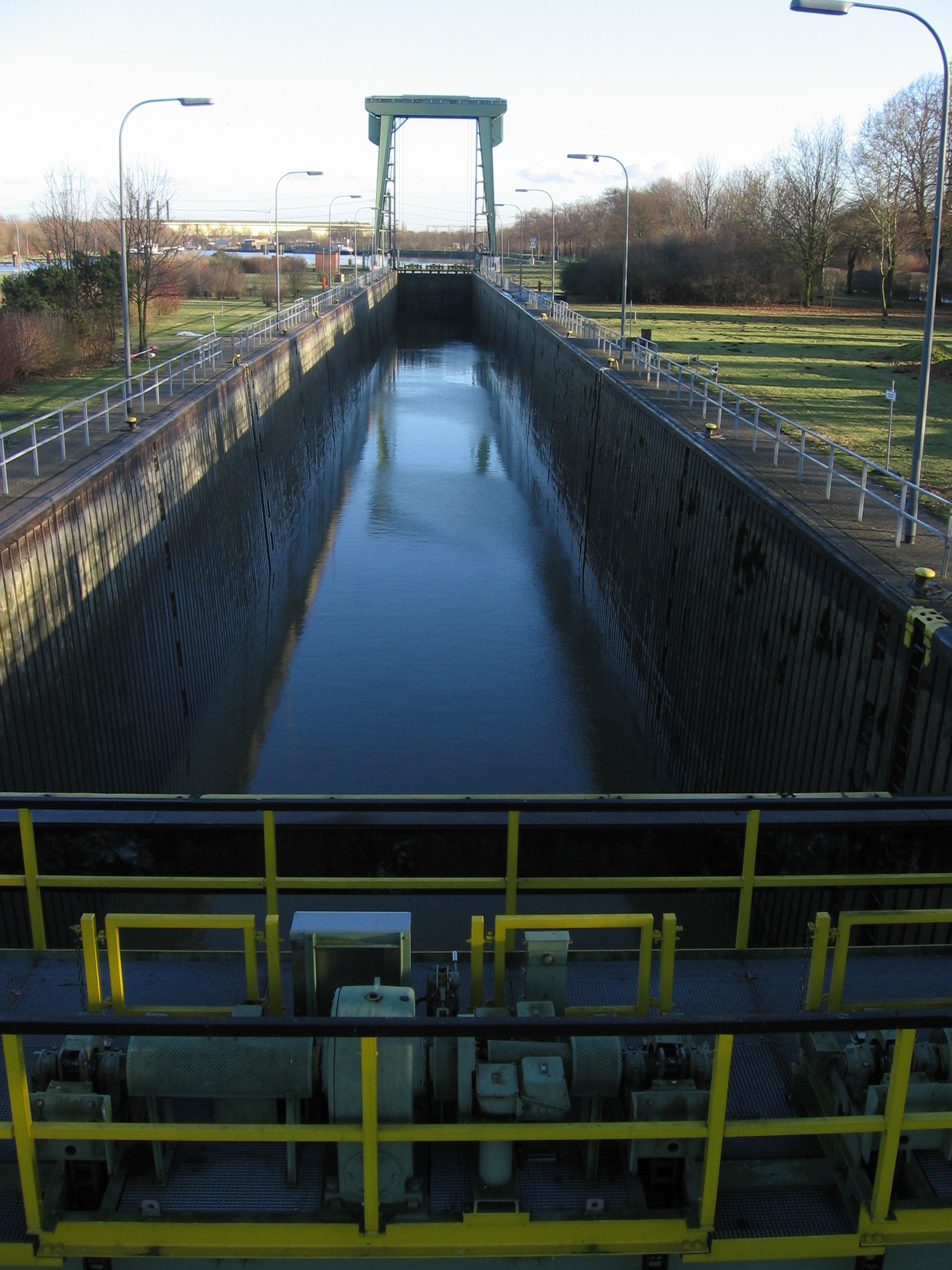
Große Schleuse
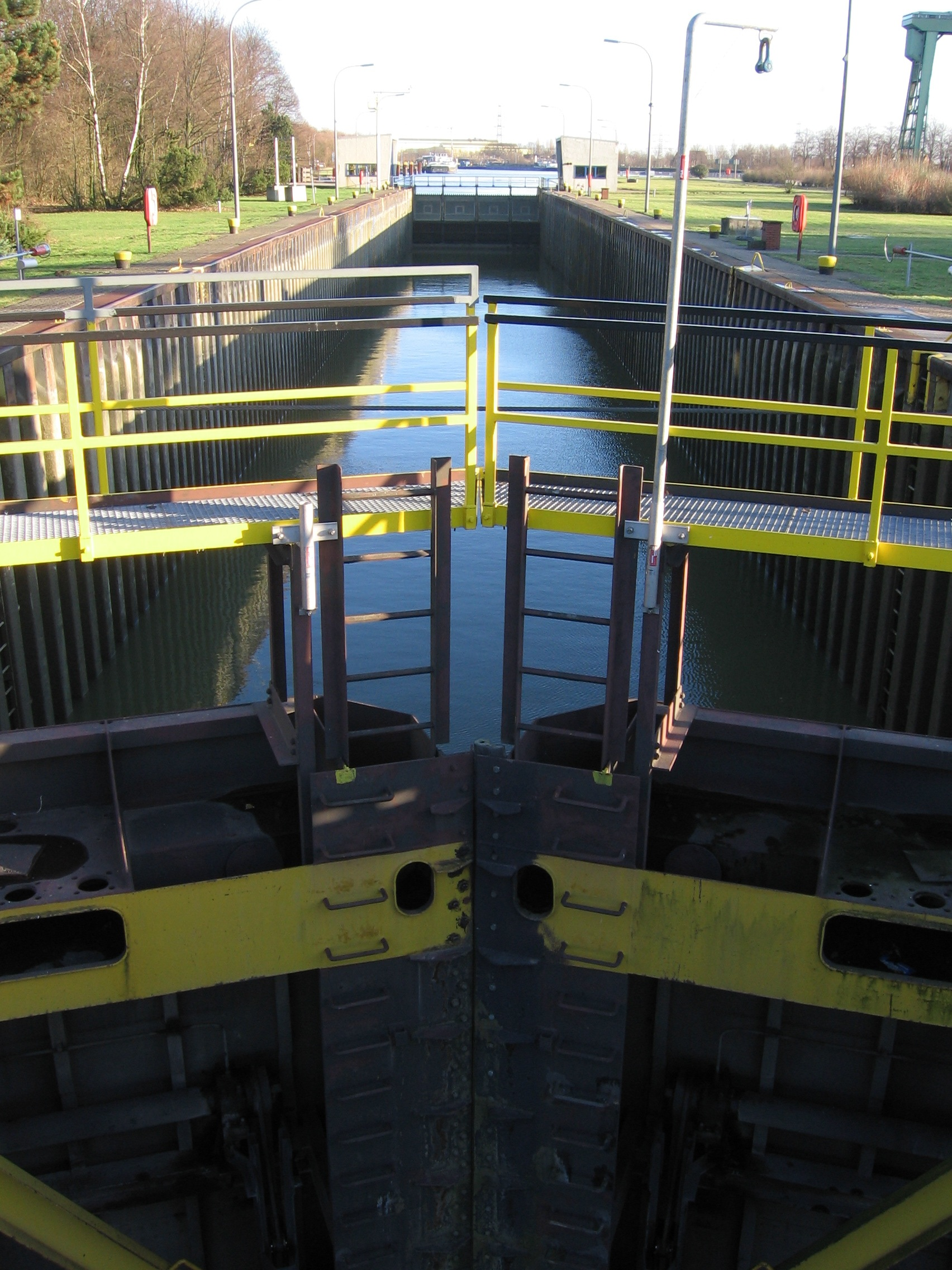
Kleine Schleuse